# Aswad

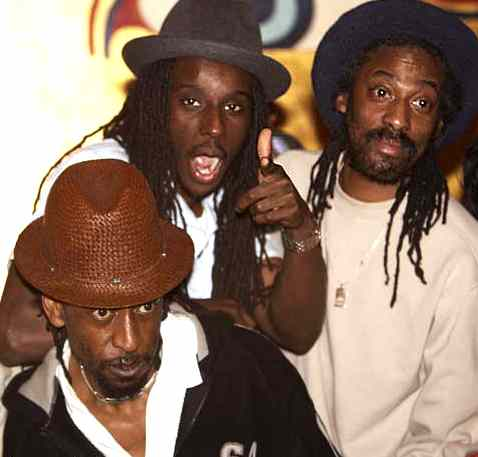
Aswad

Aswad (Arabisch voor zwart) is een Brits-Caribische reggaegroep uit de Londense wijk Ladbroke Grove. 

## Biografie
Aswad werd in 1975 opgericht toen de Britse reggae in opkomst was; in plaats van de Jamaicaanse bands na te doen gingen hun teksten over de ervaringen van zwarte jongeren die in Engeland zijn opgegroeid. Midden jaren 80 werd Aswad gehalveerd tot een driemansbezetting bestaande uit Angus 'Drummie Zeb' Gaye, Tony 'Gad' Robinson en Brinsley Forde (voorheen Sticks uit de televisieserie De Dubbeldekkers). In 1988 scoorden ze hun grootste hit met de Alarmschijf Don't Turn Around (oorspronkelijk een B-kantje van Tina Turner en later gecoverd door Ace of Base). Net als bij UB40 zouden ook de opvolgende singles voornamelijk coverversies zijn; Beauty's Only Skin Deep, The Best of My Love (Eagles) en Give A Little Love (Albert West & Albert Hammond). Hun laatste grote hits Next To You (1990) en Shine (1994) waren eigen nummers. Daarna volgden er weer covers; How Long (een duet met zangeres Yazz) en Invisible Sun dat werd opgenomen voor een Police-tribute-album (met hulp van Sting). In 1996 verliet Brinsley Forde de band om spirituele redenen; hij begon een solocarrière en keerde enkel terug voor het vijftigjarig jubileum van platenmaatschappij Island. Aswad was verdergegaan als duo met Gaye als laatste lid van de oorspronkelijke bezetting. Begin september 2022 werd zijn overlijden op 62-jarige leeftijd bekendgemaakt.

## Bandleden
- Martin 'Tatta' Augustine - gitaar
- Brinsley 'Dan' Forde - zang, gitaar
- Angus 'Drummie Zeb' Gaye - zang, drums (1976 - 2022)
- Jimmy 'Senyah' Haynes alias - gitaar
- Clifton 'Bigga' Morrison - zang, keyboards, melodica
- Tony 'Gad' Robinson - zang, basgitaar (1976 - heden)